# Topoli Dol, Pazardjik
Topoli Dol (în bulgară Тополи Дол) este un sat în comuna Pazardjik, regiunea Pazardjik,  Bulgaria. 

## Demografie
Componența etnică a satului Topoli Dol
     Bulgari (95,89%)
     Nicio identificare (4,1%)
     Altele (0%)
La recensământul din 2011, populația satului Topoli Dol era de 268 locuitori. Din punct de vedere etnic, majoritatea locuitorilor (95,89%) erau bulgari. Pentru 4,1% din locuitori nu este cunoscută apartenența etnică.